# Pierre Legardeur
Pour les articles homonymes, voir Le Gardeur (homonymie).
Pierre Legardeur, sieur de Repentigny, né en 1600 à Thury-Harcourt en Normandie et mort en 1648, est général de la flotte et directeur des embarquements pour la Nouvelle-France.

## Biographie
Avec Noël Juchereau des Chatelets, il participe à la fondation de la Communauté des Habitants qui obtient de la Compagnie des Cent-Associés le monopole de la traite en Nouvelle-France.
Il est premier seigneur de l'Assomption ou Repentigny en 1647 et de Bécancour en 1647.
Il est frère de Charles Legardeur de Tilly et il se marie avec Marie Favery. Il est le beau-père de Charles-Joseph d'Ailleboust des Musseaux et de Jacques Leneuf de La Poterie.
Une épidémie s'étant déclenchée, il décède en mer sur le navire Le Cardinal en 1648.

## Postérité
- L'ancienne ville de Le Gardeur, maintenant un secteur de Repentigny (ville fondée par son fils Jean-Baptiste Legardeur en 1760)[2].
- Le pont Le Gardeur, qui relie Montréal à Repentigny en enjambant la rivière des Prairies.

## Blasons de la famille Le Gardeur
Ces dessins ne reposent sur aucune documentation historique. Il y aurait avantage à les réviser à la lumière de recherches en cours sur les blasons des Legardeur étudiés à partir de pièces d'orfèvrerie anciennes, d'archives et d'armoriaux sur ce site web...! Celui aux trois cloches est  particulièrement fautif dans son dessin, son blasonnement et son attribution: ce n'est pas celui des familles de la Nouvelle-France, mais d'un Le Gardeur, chanoine de la cathédrale de « Couzerans », aujourd'hui Couserans, qui faisait partie de la Guyenne. en France méridionale, dans l'ancienne province de Gascogne (voir les sources citées sur ce site web).

Le Gardeur de Croisilles (1)
Le Gardeur de Croisilles (2)
Le Gardeur de Croisilles (3)
Le Gardeur de Croisilles (4)
Ce blason mal dessiné n'est pas celui des « Le Gardeur de Repentigny (Nouvelle-France) », mais celui  de « N... le Gardeur, Chan.e du Chap.re Catédral de Couzerans. » (Hozier 1696-1710, vol. 14 Languedoc 1, p. 1105.) L'original a un lion rampant. Voir ce site web.
Le Gardeur de Repentigny (Actuel)